# Jacob Johannes Otto

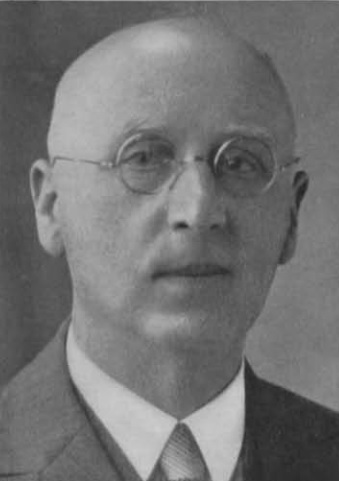
Jacob Johannes Otto

Jacob Johannes Otto (Amersfoort, 25 mei 1875 – 1953) was een Nederlandse ondernemer. Hij was directeur van de NV Nederlandse Kleurstoffen Industrie (voorheen NV Farbwerk Amersfoort). 

## Biografie
Jacob Johannes Otto was de zoon van Elbertha Frederica Snijders (geboren 12 december 1843) en J.J. (Hendrik) Otto (geboren 6 augustus 1846). 
Hij trouwde op 3 mei 1899 in Amersfoort met Barta van Niekerk (geb. Amersfoort, 20 februari 1874). Ze kregen drie kinderen: Elbertha Frederika (geboren 10 september 1900), Albert H.J. (geboren 13 november 1902), Jacob Johannes (jr.) (geboren 13 mei 1908).

## Werk in de kleurstoffenindustrie
Toen in 1887 de stoomluciferfabriek De Eem aan de Kleine Koppel 39 in Amersfoort de deuren sloot, werd in het fabriekje door drie Duitse industriëlen, Paul Pick, dr. Martin Lange en Gustav Cornheim, begonnen met de bereiding van kleurstoffen. Het bedrijf heette aanvankelijk Pick, Lange & Co. Het bedrijf werd in 1904 geliquideerd en ging daarna verder onder de naam 'Farbwerk Amersfoort'. Directeur was toen de Duitser Carl Friedrich Hennings.
Jacob Johannes Otto kwam in 1890 in dienst bij de kleurstoffenfabriek Pick, Lange & Co als laboratorium-assistent. In zijn vrije tijd studeerde hij scheikunde. Hij werkte op alle afdelingen van het bedrijf aan de Kleine Koppel.
Het gezin Otto woonde vanaf 1907 op het adres Kleine Koppel 34.
Aan het eind van de Eerste Wereldoorlog moest de (Duitse) eigenaar Hennings zich uit de kleurstoffenfabriek terugtrekken. De meerderheid van de aandelen kwam in handen van Jacob Johannes Otto en de Amsterdammer G.J. Zweers (1875-1938). De naam werd gewijzigd in 'Nederlandse Kleurstoffen Industrie' (NKI). Daar werd nog wel lange tijd 'voorheen Pick, Lange & Co' of 'voorheen Farbwerk Amersfoort' aan toegevoegd.
In 1920 verhuisde het gezin Otto naar Kleine Koppel 39
Jacob Johannes Otto werd in 1925 tot directeur benoemd. Hij was belast met de leiding over de chemische afdeling van het bedrijf.
Toen Zweers in 1938 overleed kreeg Otto sr. de volledige zeggenschap in het bedrijf. Dat was vooral het resultaat van activiteiten van zijn zoon Jacobus Johannes Otto jr., die verspreide aandelen opkocht en zo een meerderheidsbelang voor zijn vader wist te bewerkstelligen. 
Overigens was de activiteit van het bedrijf van bescheiden omvang. Een maandomzet van fl. 4000,- was uitzonderlijk hoog. 
Na de Tweede Wereldoorlog groeide het bedrijf voorspoedig. 
De jongste zoon van Otto sr., Jacob Johannes Otto jr. (1908-1988) werd in 1934 commercieel directeur bij het bedrijf. Hij volgde zijn vader op na diens overlijden. Hij trouwde met de rooms-katholieke Mechtelina M.M. Ramselaar (1908-1992) en werd zelf ook rooms-katholiek. Hun zoon Jaap J. Otto (1936-1989) en schoonzoon Dirk van Es (1940-1999) hebben een directiefunctie in het bedrijf gehad.